# Asedio de Angband
El asedio de Angband es un acontecimiento ficticio que tiene lugar dentro del legendarium creado por el escritor británico J. R. R. Tolkien y que es narrado en la novela El Silmarillion. Sucedió durante la Primera Edad del Sol de la Tierra Media, cuando los Elfos de Beleriand mantuvieron a Morgoth y sus ejércitos encerrados en la fortaleza de Angband por casi 400 años.

## Inicio del asedio
Los elfos Noldor lograron vencer a Morgoth en la tercera batalla de Beleriand, la Dagor Aglareb en el año 60 de la Primera Edad, tras lo cual los ejércitos del Señor Oscuro se retiraron tras las torres del Thangorodrim (la entrada a Angband) y no volvieron a salir, pues los Noldor mantenían un cerco muy estrecho sobre las puertas de la fortaleza de sus enemigos. Por aquel entonces el ejército de Morgoth se componía básicamente de Orcos y Balrogs únicamente.

## Eventos ocurridos durante el asedio de Angband
- En el año 64 PE comienza la construcción de la ciudad de Gondolin por parte de Turgon.
- En el año 67 PE el rey Thingol se entera de lo ocurrido en Aman durante la matanza de Alqualondë y prohíbe el quenya, dejando el sindarin como lengua oficial de Beleriand.
- En el año 102 PE se termina la construcción de la ciudad de Nargothrond por parte de Finrod Felagund. Sucede lo mismo con Gondolin en el año 116, año en el que los Noldor y Sindar de Nevrast (antiguo reino de Turgon) se trasladan a la nueva ciudad escondida.
- En el año 260 PE Glaurung sale a atacar por primera vez y es rechazado por Fingon.
- En el año 310 PE Finrod descubre a los hombres de Bëor. Los hombres Haladin entran en Beleriand el año 312 y los hombres de Marach en el año 313.
- En el año 320 PE nace Maeglin de Aredhel y Eöl.
- En el año 410 PE la casa de Bëor se establece en Ladros, en tierras de los hermanos de Finrod. El año 416 PE la casa de Hador (descendientes de Marach) se establece en Dor-lómin, en tierras de los hijos de Fingolfin. El año 422 la casa de Haleth (los Haladin) se establece en el bosque de Brethil.
- En el año 432 PE nace Beren hijo de Barahir, jefe de la casa de Bëor. El año 441 nace Húrin hijo de Galdor el Alto, jefe de la casa de Hador, y Hareth de la casa de Haleth. El año 443 nace Morwen de la casa de Bëor y futura madre de Túrin. El año 444 nace Huor hijo de Galdor y Hareth. El año 450 nace Rían de la casa de Bëor y futura madre de Tuor.

El periodo del asedio de Angband es de paz y prosperidad para toda Beleriand, aunque sumida en la desconfianza por los hijos de Fëanor y el rey Thingol.
Sin embargo, algunos mantienen muy buenas relaciones, como la casa de Finarfin y el rey Thingol, o Finrod con Círdan, a quien ayuda a construir la torre de Barad Nimras para fortalecer sus ciudades en las Falas: Brithombar y Eglarest.
Los elfos no tienen muchos hijos en esta época por la inseguridad que el asedio implicaba, en cambio los Edain crecen y se fortalecen mucho y se convierten en los aliados de los elfos.
Además, en estos años Finrod establece una amistad muy estrecha con la casa de Bëor, en la que destacan sus conversaciones con Andreth, a la cual ve por última vez después del final del asedio.

## Fin del asedio
Casi 400 años después de comenzado el asedio, en el año 455 PE, Morgoth irrumpió en Ard-Galen con el grueso de su ejército de orcos, balrogs y al frente Glaurung el dragón. De esta manera comenzó la cuarta batalla conocida como Dagor Bragollach en la que una llama de fuego consumió toda la planicie de Ard-galen y muchos elfos y hombres murieron quemados. A partir de entonces, los Noldor no pudieron volver a mantener Angband sitiado y Morgoth se convirtió en una amenaza activa que comenzó a ganar terreno en Beleriand desde entonces.
- Datos: Q2213675